# Golden Child
Golden Child (tiếng Hàn: 골든차일드; viết tắt là GNCD hoặc GolCha) là một nhóm nhạc nam Hàn Quốc được thành lập bởi Woollim Entertainment vào năm 2017. Nhóm ra mắt vào ngày 28 tháng 8 năm 2017, với album mini, Gol-Cha!. Ban đầu nhóm gồm mười một người, nhưng vì lí do sức khỏe Park Jae-seok đã rời nhóm vào tháng 1 năm 2018. Đến tháng 8 năm 2024 vào đợt kỷ niệm 7 năm debut, ba thành viên TAG, Jibeom, Bomin thông báo kết thúc hợp đồng, nhóm tiếp tục hoạt động với 7 thành viên.

## Lịch sử

### Trước khi ra mắt:W Projectvà2017 Woollim Pick
Vào tháng 1 năm 2017, Woollim Entertainment đã khởi động dự án trước khi ra mắt cho các thực tập sinh, W Project  bao gồm hát (Joochan, Seongyoon), rap (Jangjun, Tag) và nhảy (Daeyeol, Donghyun, cựu thành viên Jaeseok).
Vào ngày 15 tháng 5, Woollim Entertainment đã ra mắt nhóm nhạc nam mới Golden Child, đây là nhóm nhạc nam đầu tiên của họ sau 7 năm kể từ Infinite. Ngày 17 tháng 5, đã được tiết lộ mười một tên thành viên của đội hình. Ngày 22 tháng 5, Woollim Entertainment đã tung "class photos" concept cho Golden Child và được xác nhận sẽ xuất hiện trong chương trình thực tế 2017 Woollim Pick bao gồm 8 tập. Sau đó guerilla concert đã được tổ chức 10/07 tại Busking Coex, với sự tham gia của các fan hâm mộ. Ngày 9 tháng 8, có thông báo rằng Golden Child sẽ xuất hiện trong vai khách mời của 20th Century Boy and Girl.

### 2017: Ra mắt vớiGol-cha!
Golden Child chính thức ra mắt vào ngày 28 tháng 8 với mini album đầu tiên của họ, Gol-cha!, với tổng cộng sáu bài hát bao gồm cả ca khúc chủ đề "DamDaDi". Showcase đầu tiên của họ được tổ chức tại Blue Square iMarket Hall cùng ngày với ngày phát hành album. Ngày 1 tháng 9, Golden Child đã có sân khấu đầu tiên chính thức của họ trên chương trình âm nhạc Music Bank, với ca khúc chủ đề "DamDaDi" và "I Love You So". Album đầu tiên đã bán được hơn 27000 bản. Vào 5 tháng 9, show Ring it của nhóm được phát hành bao gồm 8 tập. Ngày 17 tháng 9, EP đã đạt vị trí số 1 trên bảng xếp hạng hàng ngày của trang web âm nhạc lớn nhất Nhật Bản Tower Records. Ngày 16 tháng 10, họ đã phát hành một bản Love Letter nhạc phim về 20th Century Boy and Girl.
Vào ngày 6 tháng 12 năm 2017, Golden Child đã chính thức được bổ nhiệm làm đại sứ mới cho "Hiệp hội Hướng đạo Hàn Quốc" cho năm 2018.  Vào ngày 30 tháng 11 năm 2018, Golden Child đã biểu diễn tại Charity Concert cho Palu, Sigi và Donggala ở Indonesia. Tất cả lợi nhuận từ buổi hòa nhạc được quyên góp cho các nạn nhân của trận động đất và sóng thần ở Palu, Sigi và Donggala.Girl.

### 2018-2019: Jaeseok rời nhóm,Miracle,Fanmeeting đầu tiên,GoldennessvàWISH
Ngày 6 tháng 1 năm 2018, Jaeseok đã rời nhóm vì vấn đề sức khỏe. Mười thành viên còn lại tiếp tục hoạt động với một nhóm, phát hành mini album thứ hai của họ, Miracle, vào ngày 29 tháng 1. EP bao gồm sáu bài hát bao gồm cả ca khúc chủ đề "It U". Showcase trở lại của họ đã được tổ chức tại Blue Square iMarket Hall cùng ngày với ngày phát hành album. Họ tiếp tục các chương trình quảng bá với video phát hành cho "Lady" từ album mini thứ hai của họ. Ngày 13 tháng 4, họ tuyên bố chính thức kết thúc chương trình quảng bá sau ba tháng với số lượng album đã bán hơn 46000 bản.
Ngày 22 tháng 5, Golden Child đã tổ chức fanmeeting đầu tiên Golden Day để kỷ niệm ngày ra mắt đầu tiên của họ tại Seoul, Hàn Quốc. Họ cũng tổ chức buổi họp fan Nhật Bản tại Nagoya và Tokyo vào ngày 24 tháng 5 và 25 tháng 5. Ngày 24 tháng 6, Golden Child đã biểu diễn tại KCON NY 2018. Ngày 11 tháng 8, Golden Child đã biểu diễn cho KCON LA 2018. Liên tục, họ đã xác nhận tham gia lần đầu tiên 'KCON Thái Lan' vào ngày 29 tháng 9 năm 2018.
Ngày 4 tháng 5, Golden Child đã công bố official fans club của họ có tên là 'Goldenness'. Sau khi phát hành album đơn đầu tiên Goldenness vào ngày 4 tháng 7, trong đó có ba bài hát với đĩa đơn "Let Me" bán được gần 34000 bản.
Tại lễ khánh thành Fanclub có tên 'Golden Child Cheerful Geumdong Time' vào ngày 14 tháng 10, họ đã khiến người hâm mộ ngạc nhiên khi tuyên bố trở lại. Vào ngày 24 tháng 10, Golden Child đã tổ chức buổi giới thiệu và phát hành mini album thứ 3 WISH. EP này có 7 bài hát bao gồm cả ca khúc chủ đề "Genie" với hình ảnh trưởng thành hơn. Số lượng album đã bán được là 45000 bản.

### 2019 - 2020: Tái khởi động lại vớiRe-boot, 1st Concert 'Future and Past', Without You, Road to Kingdom, Take A Leap, Ontact Concert 'Now' và Pump It Up
Vào 25 tháng 2 show truyền hình thực tế của nhóm "Golcha TV" được phát hành tại Nhật gồm 12 tập
Ngày 2 tháng 5 năm 2019, Golden Child đã phát hành đĩa đơn kỹ thuật số đầu tiên Spring Again như một món quà cho người hâm mộ trong thời gian gián đoạn. Bộ phim sitcom web đầu tiên của Golden Child Crazy Petty Housemate bắt đầu phát sóng bắt đầu từ ngày 16 tháng 10 trên các nền tảng truyền thông của Lululala Story Lab. Bộ phim sitcom web dài 8 tập được phát sóng vào thứ Tư và thứ Bảy. Vào ngày 18 tháng 11, Golden Child đã phát hành full album đầu tiên của họ Re-boot, đánh dấu sự trở lại sau hơn 1 năm với hình tượng trưởng thành hơn. Album có mười hai bài hát bao gồm cả ca khúc chủ đề "Wannabe" đã giúp nhóm giành chiến thắng đầu tiên của chương trình âm nhạc M Countdown vào ngày 26 tháng 12.
Golden Child đã tổ chức thành công buổi concert đầu tiên của họ, Future and Past vào ngày 18 và 19 tháng 1 năm 2020.  Không lâu sau đó tiếp tục ra mắt repacked album đầu tiên của nhóm Without You ngày 29 tháng 1 năm 2020  đã bán được hơn 22.000 bản. Vào ngày 20 tháng 3, công ty quản lí đã xác nhận nhóm tham gia show truyền hình thực tế Road to Kingdom của Mnet.
Ngày 18 tháng 4 năm 2020 show Uhadong (tiếp nối Uhame - Crazy Pretty Housemate) được phát hành, dài 4 tập thể hiện hình ảnh vui nhộn và đầy năng lượng của nhóm.Ngày 22 tháng 6 năm 2020, Golden Child comeback với album Take A Leap với bài hát chủ đề ONE (Lucid Dream), trở thành album bán chạy nhất từ khi ra mắt với hơn 65 nghìn bản.
Trong tình hình dịch bệnh COVID-19 không thể gặp gỡ trực tiếp các fan, Ontact Concert - Now đã được tổ chức thành công vào ngày 13 tháng 9 năm 2020 thông qua 2 nền tảng trực tuyến là Seezn (dành cho fan Hàn) và MyMusicTaste (dành cho fan quốc tế). Thông qua concert, Golden Child cũng hé lộ màn comeback ngày 7 tháng 10. Với album lần này, nhóm quay lại hình ảnh tươi sáng với bài hát chủ đề mang lại âm điệu vui nhộn, nhiều năng lượng đã mang lại chiếc cup thứ 2 từ khi ra mắt trong chương trình âm nhạc The Show. Album này cũng gặt hái thành tích mới chính là đạt doanh số gần 100 nghìn bản (cao nhất từ khi debut).

### 2021: Mini AlbumYes.và  Full AlbumGame Changer, Repackage AlbumDDARA
Ngay sau Pump It Up, ngày 1/1, Golden Child khiến người hâm mộ háo hức với teaser thông báo màn comeback tới vào ngày 25/1. Album mới Yes, với bài chủ đề Burn It, cùng mv được đầu tư hoành tráng, hứa hẹn một màn comeback thành công. Album lần này có 10 phiên bản của 10 thành viên khiến fan vô cùng bất ngờ, thêm vào đó công ty còn ra mắt webtoon đầu tiên, ngoài ra còn có movie cùng chủ đề. Ngày đầu tiên trở lại, nhóm đã phá vỡ nhiều kỉ lục so với lần comeback trước đó, bài hát đã đạt hạng 2 tại Genie và 4 trên Bugs, với lượng album bán ra hơn 110 nghìn album, cao nhất từ khi ra mắt. Cũng trong lần này nhóm đã đạt 2 cup chiến thắng trong tổng 5 lần đề cử trong các chương trình âm nhạc.
Đến ngày 18 tháng 7, nhóm thông báo sẽ comback với Full Album thứ 2 mang tên Game Changer. Album ra mắt vào ngày 2 tháng 8 với bài hát chủ đề là 'Ra Pam Pam', nhóm mong muốn bài hát sẽ có một ý nghĩa và mới mẻ. Chỉ sau 3 ngày ra mắt, MV 'Ra Pam Pam' đã đạt được 20 Triệu Views trên Youtube. Vào ngày 9 tháng 8, Bảng Xếp Hạng Hanteo thông báo rằng album Game Changer đã bán được hơn 126.000 bản trong tuần đầu tiên và trở thành album có doanh số tuần đầu tiên cao nhất dưới thời Woollim Ent, vượt qua 'Yes' của Golden Child. Hanteo Chart, bảng xếp hạng âm nhạc thời gian thực duy nhất trên thế giới, đã chúc mừng Golden Child và cấp giấy chứng nhận chính thức chứng minh số lượng bán ra ban đầu của Chodong là hơn 100.000 bản. Do đó, Golden Child đã chứng tỏ mình là một trong những nhóm nhạc chính đại diện cho K-pop khi thể hiện mức tăng trưởng gấp 1,8 lần so với kỉ lục Chodong của album trước YES (71.485 bản).Ca khúc chủ đề 'Ra Pam Pam' đã ra mắt ở vị trí thứ 2 trên Bảng xếp hạng bán hàng bài hát kỹ thuật số thế giới của Billboard và vị trí thứ 37 trên Bảng xếp hạng doanh số bài hát kỹ thuật số của Billboard. Golden Child là Nhóm nhạc nam K-pop thứ ba có tên trên Bảng xếp hạng và giữ danh hiệu kỉ lục debut cao nhất. 'Ra Pam Pam' là bài hát hàng đầu trên iTunes Mông Cổ đầu tiên sau khi phát hành lúc 6 giờ chiều vào ngày 2 tháng 8. Ngoài ra, 'Game Changer' xếp hạng Nhất ở Thổ Nhĩ Kỳ trên bảng xếp hạng album K-pop hàng đầu iTunes, hạng Nhì ở Israel, Thái Lan, Úc, Singapore, Hoa Kỳ, Tây Ban Nha, Indonesia và Malaysia, hạng Ba ở Hồng Kông và Canada, và do đó được xếp hạng TOP5 ở 11 quốc gia và khu vực.
Ngay sau Full Album thứ 2, nhóm đã comeback với Repackage Album DDARA bao gồm 13 bài hát, thêm 2 bài so với Full Album: DDARA với vũ đạo chân ấn tượng mang cảm giác nhẹ nhàng nhưng mạnh mẽ và OASIS được chính thành viên trong nhóm - TAG tham gia sản xuất.

### 2022: Debut ở Nhật Bản và concert Play thông báo trưởng nhóm Daeyeol nhập ngũ
Ngày 26/1/2022, sau hơn 4 năm hoạt động thì Golden Child đã phát hành Single đầu tiên tại Nhật với ca khúc chủ đề "AWOO!!". Single Album này đã đạt được nhiều thành tích ấn tượng trên các bảng xếp hạng tại Nhật Bản.
Ngay sau đó, vào ngày 5-6 tháng 2, concert Play đã được diễn ra với cả 2 hình thức onl-off sau một thời gian dài không thể tổ chức và gặp mặt các fan từ 2020. Hai ngày concert diễn ra thành công và đến cuối ngày 2, thông tin về việc trưởng nhóm Lee Daeyeol sắp nhập ngũ đã được thông báo. Ngày 29/3, Daeyeol chính thức nhập ngũ và phục vụ tại Sư đoàn 3 Bộ Binh đơn vị Baekgol.
Tiếp bước thành công của Single Album đầu tiên tại Nhật, đến tháng 5 nhóm đã quay trở lại với đội hình 9 thành viên cho Single Album thứ 2 "RATA-TAT-TAT". Ngày 8/8 thì đội hình 9 người này cũng chính thức comeback tại Hàn với album AURA và bài hát chủ đề REPLAY với giai điệu mạnh mẽ, trong album lần này cũng có một bài hát do TAG sản xuất - PURPOSE. Hai album Hàn liên tiếp đều có bài hát do TAG tự sản xuất nên chúng ta cũng có thể thấy được phần nào tiềm năng và hướng đi của TAG sau này.
Khoảng thời gian cuối năm các thành viên chủ yếu tập trung vào hoạt động cá nhân, có thể kể đến Joochan - Y đã rất chăm chỉ trong lĩnh vực nhạc kịch và Jangjun trong lĩnh vực giải trí.

### 2023: Năm của hoạt động cá nhân, Y nhập ngũ, Daeyeol trở về, nhóm trở lại với Single AbumFeel me
Cuối tháng 2, Woollim bất ngờ đăng thông báo thành viên Y sẽ nhập ngũ vào ngày 20/3. Từ khi thông báo cho đến khi nhập ngũ, Y đã kịp gửi đến người hâm mộ single "If I were the wind" gồm MV, bộ Kit và stage quảng bá trên các chương trình âm nhạc trong một tuần.
Single Album Nhật thứ 3 - INVISIBLE CRAYON bất ngờ được thông báo sẽ được phát hành vào ngày 19/4 và vẫn có sự góp mặt của thành viên Y, mọi thứ khá chớp nhoáng khi chỉ phát hành MV, bán album và có một buổi livestream nhóm. Có phỏng đoán cho rằng đáng ra Single này đã được phát hành trước đó nhưng bị hoãn lại để chờ em út Bomin của nhóm bình phục sau chấn thương mặt tháng 9 năm ngoái.
Kể từ tháng 5, nhóm bắt đầu xuất hiện lại thông qua các sự kiện công khai Concert, Festival nhưng không hoàn toàn đủ 8 thành viên. Bởi thời gian này các thành viên đều tập trung vào hoạt động cá nhân của mình:
- Ba thành viên Donghyun, Joochan, Seungmin tham gia vào ba vở nhạc kịch khác nhau trong cùng một khoảng thời gian từ tháng 5 đến tháng 7. Lúc ba thành viên kết thúc các vở nhạc kịch cũng là lúc thành viên Jibeom thông báo sẽ tham gia vào 1 vở nhạc kịch mới trong tháng 9-10. Trước khi nhập ngũ thì Y cũng bỏ túi cho mình 2 vở nhạc kịch nên nói không ngoa khi gọi Golden Child là Musical Child vì có 5/10 thành viên đã trở thành diễn viên nhạc kịch.
- Bomin và Jaehyun tham gia đóng phim
- Jangjun tham gia các chương trình tạp kĩ, giải trí và radio hàng tuần
- TAG tập trung cho sự nghiệp sản xuất nhạc, tiết lộ trong Boryeong World K-pop Festival rằng mình đang chuẩn bị chăm chỉ cho album mới của Golden Child, người hâm mộ có thể hi vọng vào việc album comeback Hàn sẽ được phát hành cuối năm khi trưởng nhóm Daeyeol tháng 9 sẽ trở về từ quân đội
Thật vậy, sau khi Daeyeol quay về được hơn 1 tháng, nhóm đã comeback vào tháng 11 với Single Album Feel me, trong số 3 bài hát của album thì có một bài do TAG sáng tác: Dear.

### 2024: Tiếp tục tập trung vào hoạt động cá nhân, TAG - Jibeom - Bomin rời nhóm
Các thành viên đều đã xác định được hướng đi cho bản thân, chia làm 4 nhóm chính:
- Nhạc kịch: Joochan, Y, Donghyun, Seungmin, Jibeom, Daeyeol
- Diễn xuất: Bomin, Jaehyun
- Giải trí: Jangjun
- Sáng tác: TAG
Ngày 27 tháng 8, trước kỷ niệm 7 năm debut một ngày, Woollim đăng thông báo TAG, Jibeom, Bomin chấm dứt hợp đồng với công ty, Golden Child tiếp tục hoạt động với 7 thành viên.

## Thành viên
| Thành viên hiện tại | Thành viên hiện tại | Thành viên hiện tại | Thành viên hiện tại | Thành viên hiện tại | Thành viên hiện tại | Thành viên hiện tại               | Thành viên hiện tại |
| Nghệ danh           | Nghệ danh           | Tên khai sinh       | Tên khai sinh       | Tên khai sinh       | Ngày sinh           | Nơi sinh                          | Quốc tịch           |
| Latinh              | Hangul              | Latinh              | Hangul              | Hán-Việt            | Ngày sinh           | Nơi sinh                          | Quốc tịch           |
| ------------------- | ------------------- | ------------------- | ------------------- | ------------------- | ------------------- | --------------------------------- | ------------------- |
| Daeyeol             | 대열                | Lee Dae-yeol        | 이대열              | Lý Đại Liệt         | 11 tháng 2, 1993    | Yongin, Gyeonggi, Hàn Quốc        | Hàn Quốc            |
| Y                   | 와이                | Choi Seong-yoon     | 최성윤              | Thôi Thành Doãn     | 31 tháng 7, 1995    | Changwon, Gyeongsangnam, Hàn Quốc | Hàn Quốc            |
| Jangjun             | 장준                | Lee Jang-jun        | 이장준              | Lý Trường Tuấn      | 3 tháng 3, 1997     | Jeonju, Hàn Quốc                  | Hàn Quốc            |
| TAG                 | 태그                | Son Young-taek      | 손영택              | Tôn Anh Thạch       | 13 tháng 4, 1998    | Hwaseong, Gyeonggi, Hàn Quốc      | Hàn Quốc            |
| Seungmin            | 승민                | Bae Seung-min       | 배승민              | Bùi Thắng Mẫn       | 13 tháng 10, 1998   | Gwangju, Hàn Quốc                 | Hàn Quốc            |
| Jaehyun             | 재현                | Bong Jae-hyun       | 봉재현              | Phùng Tể Hiền       | 4 tháng 1, 1999     | Seoul, Hàn Quốc                   | Hàn Quốc            |
| Jibeom              | 지범                | Kim Ji-beom         | 김지범              | Kim Trí Phạm        | 3 tháng 2, 1999     | Busan, Hàn Quốc                   | Hàn Quốc            |
| Donghyun            | 동현                | Kim Dong-hyun       | 김동현              | Kim Đông Hiền       | 23 tháng 2, 1999    | Seoul, Hàn Quốc                   | Hàn Quốc            |
| Joochan             | 주찬                | Hong Joo-chan       | 홍주찬              | Hồng Châu Xán       | 31 tháng 7, 1999    | Seoul, Hàn Quốc                   | Hàn Quốc            |
| Bomin               | 보민                | Choi Bo-min         | 최보민              | Thôi Bảo Mẫn        | 24 tháng 8, 2000    | Yongin, Gyeonggi, Hàn Quốc        |                     |
| Cựu thành viên      |                     |                     |                     |                     |                     |                                   |                     |
| Nghệ danh           | Nghệ danh           | Tên khai sinh       | Tên khai sinh       | Tên khai sinh       | Ngày sinh           | Nơi sinh                          | Quốc tịch           |
| Latinh              | Hangul              | Latinh              | Hangul              | Hán-Việt            | Ngày sinh           | Nơi sinh                          | Quốc tịch           |
| Jaeseok             | 재석                | Park Jae-seok       | 박재석              | Phác Tể Thạc        | 20 tháng 11, 1995   | Cheongju, Hàn Quốc                | Hàn Quốc            |

## Danh sách đĩa hát
| Năm  | Ngày phát hành | Tên              | Thể loại               | Title                   | Track list |
| ---- | -------------- | ---------------- | ---------------------- | ----------------------- | --- |
| 2017 | 28/08          | Gol-Cha!         | 1st Mini Album         | DamDaDi (담다디)        | 11. Gol-Cha! 2. DamDaDi (담다디) 3. With Me (나랑 해) 4. What Happened? (내 눈을 의심해) 5. I Love You So (네가 너무 좋아) 6. SEA |
| 2018 | 29/01          | Miracle          | 2nd Mini Album         | It's U (너라고)         | 21. 奇跡 (기적) 2. It's U (너라고) 3. LADY 4. Crush 5. All Day (모든 날) 6. I'm Falling |
| 2018 | 04/07          | Goldenness       | 1st Single Album       | LET ME                  | 31. LET ME 2. IF 3. Thank You |
| 2018 | 24/10          | Wish             | 3rd Mini Album         | Genie                   | 41. WISH 2. Genie 3. Eyes on You (너) 4. I See You (너만 보인다) 5. Listen (들어봐 줄래) 6. You Turn Me on Baby (넌 모를 거야) 7. Would U Be My |
| 2019 | 02/05          | Spring Again     | Digital album          | Sping Again (그러다 봄) | 51. Sping Again (그러다 봄) |
| 2019 | 18/11          | Re-boot          | 1st Full Album         | Wannabe                 | 61. Re-boot 2. Wannabe 3. Lately (느껴져) 4. Compass (나침반) 5. No Matter What (Jang Jun, TAG, feat. Joo Chan) 6. A Song For Me (문제아) (Joo Chan solo) 7. Spring Again (그러다 봄) 8. She's My Girl 9. Our Heaven (둘만의 천국) (Dae Yeol, Seung Min, Dong Hyun) 10. Fantasia (Y solo) 11. Don't run away (도망 가지마) 12. Go Together (놓지 않기로 해) (Jae Hyun, Ji Beom, Bo Min)                                     |
| 2020 | 29/01          | Without You      | 1st Repackage Album    | Without You             | 71. Re-boot 2. Wannabe 3. Without you 4. I Love U Crazy! 5. Lately (느껴져) 6. Compass (나침반) 7. No Matter What (Jang Jun, TAG, feat. Joo Chan) 8. A Song For Me (문제아) (Joo Chan solo) 9. Spring Again (그러다 봄) 10. She's My Girl 11. Our Heaven (둘만의 천국) (Dae Yeol, Seung Min, Dong Hyun) 12. Fantasia (Y solo) 13. Don't run away (도망 가지마) 14. Go Together (놓지 않기로 해) (Jae Hyun, Ji Beom, Bo Min) |
| 2020 | 23/06          | Take A Leap      | 4th Mini Album         | ONE (Lucid Dream)       | 81. Take Off 2. ONE (Lucid Dream) 3. OMG (훅 들어와) 4. Moment (혼잣말) 5. Make Me Love 6. H.E.R (그녀에게) 7. Pass Me By |
| 2020 | 07/10          | Pump It Up       | 2nd Single Album       | Pump It Up              | 91. Pump It Up 2. That Guy (그 자식) 3. Lean On Me (너의 뒤에서) |
| 2021 | 25/01          | YES.             | 5th Mini Album         | Burn It                 | 101. YES. 2. Burn It (안아줄게) 3. Cool Cool 4. Round N Round (기다리고 있어) 5. Milky Way 6. Breathe |
| 2021 | 02/08          | Game Changer     | 2nd Full Album         | Ra Pam Pam              | 111. Game Changer 2. Ra Pam Pam 3. Bottom Of The Ocean 4. Fanfare (빵빠레) 5. Singing In The Rain (Joo Chan, Bo Min) 6. GAME (TAG, Jibeom) 7. Spell (주문을 걸어) 8. Out The Window (창밖으로 우리가 흘러) (Dae Yeol solo) 9. POPPIN' (Y, Jang Jun) 10. That Feeling (느낌적인 느낌) (Seung Min, Jae Hyun, Dong Hyun) 11. I Know (난 알아요)                                                                                |
| 2021 | 05/10          | DDARA            | 2nd Repackage Album    | DDARA                   | 121. Game Changer 2. Ra Pam Pam 3. DDARA 4. OASIS 5. Bottom Of The Ocean 6. Fanfare (빵빠레) 7. Singing In The Rain (Joo Chan, Bo Min) 8. GAME (TAG, Jibeom) 9. Spell (주문을 걸어) 10. Out The Window (창밖으로 우리가 흘러) (Dae Yeol solo) 11. POPPIN' (Y, Jang Jun) 12. That Feeling (느낌적인 느낌) (Seung Min, Jae Hyun, Dong Hyun) 13. I Know (난 알아요)                                                            |
| 2022 | 26/01          | AWOO!!           | 1st Japan Single Album | AWOO!!                  | 131. AWOO!! 2. WANNABE (Japanese Version) 3. DamDaDi (Japanese Version) |
| 2022 | 10/05          | RATA-TAT-TAT     | 2nd Japan Single Album | RATA-TAT-TAT            | 141. RATA-TAT-TAT 2. Burn It (Japanese ver.) |
| 2022 | 08/08          | AURA             | 6th Mini Album         | Replay                  | 151. AURA 2. Replay 3. Knocking On My Door 4. 3! 6! 5! 5. Purpose 6. Miracle (완벽해) |
| 2023 | 19/04          | INVISIBLE CRAYON | 3rd Japan Single Album | Crayon                  | 161. Crayon 2. Weekends 3. Replay (Japanese ver.) 4. Ra Pam Pam (Japanese ver.) |
| 2023 | 02/11          | FEEL ME          | 3rd Single Album       | Feel me                 | 171. Feel me 2. Blind Love 3. Dear |

| Năm  | Ngày phát hành | Nghệ sĩ            | Bài hát                               | Thể loại         |
| ---- | -------------- | ------------------ | ------------------------------------- | ---------------- |
| 2017 | 19/01          | Joochan            | No One Like You (너 같은 사람 없더라) | W Project Single |
| 2017 | 12/02          | Jangjun, Youngtaek | Drought (가뭄)                        | W Project Single |
| 2019 | 27/02          | Joochan            | A Song For Me (문제아)                | Digital Single   |
| 2023 | 15/03          | Y                  | If I Were The Wind (바람이라면)       | Digital Single   |
| 2024 | 18/02          | Joochan            | Still Thinking About You (어떤가요)   | Digital Single   |

| Năm  | Ngày phát hành | Nghệ sĩ      | Bài hát         | Ghi chú |
| ---- | -------------- | ------------ | --------------- | --- |
| 2018 | 01/06          | Golden Child | Draw Your Dream | Bài hát chủ đề Lưu trữ ngày 23 tháng 10 năm 2023 tại Wayback Machine cho World Scout Jamboree (Trại Họp bạn Hướng đạo Thế giới) |

## Concert
| Năm  | Tên                                        | Thời gian                     | Hình thức | Địa điểm                                | Ghi chú          |
| ---- | ------------------------------------------ | ----------------------------- | --------- | --------------------------------------- | ---------------- |
| 2020 | GOLDEN CHILD 1ST CONCERT 'FUTURE AND PAST' | 18/1 (6PM KST) 19/1 (5PM KST) | Offline   | Blue Square Imarket Hall (Seoul, Korea) |                  |
| 2020 | GOLDEN CHILD ONTACT CONCERT 'NOW'          | 13/9 (3PM KST)                | Online    | Seezn, MyMusicTaste                     |                  |
| 2021 | GOLDEN CHILD CONCERT 'SUMMER BREEZE'       | 17/7 (2PM KST) 18/7 (2PM KST) | Offline   | Blue Square Imarket Hall (Seoul, Korea) | Bị hoãn do COVID |
| 2021 | GOLDEN CHILD CONCERT 'SUMMER BREEZE'       | 17/7 (2PM KST) 18/7 (2PM KST) | Online    | MyMusicTaste                            | Bị hoãn do COVID |
| 2022 | GOLDEN CHILD CONCERT 'PLAY'                | 5/2 (5PM KST) 6/2 (5PM KST)   | Offline   | KBS Arena (Seoul, Korea)                |                  |
| 2022 | GOLDEN CHILD CONCERT 'PLAY'                | 5/2 (5PM KST) 6/2 (5PM KST)   | Online    | Kavecon                                 |                  |

## Nhạc kịch
| Năm  | Nhạc kịch                    | Thành viên   | Nhân vật               |
| ---- | ---------------------------- | ------------ | ---------------------- |
| 2020 | Sonata Of A Flame            | Hong Joochan | S                      |
| 2021 | ON AIR – The Secret Contract | Hong Joochan | DJ Aaron               |
| 2021 | ALTAR BOYZ                   | Choi Sungyun | Luke                   |
| 2021 | ALTAR BOYZ                   | Hong Joochan | Mark                   |
| 2022 | EQUAL + EQUAL 2              | Hong Joochan | Nicola                 |
| 2022 | Midnight Sun                 | Choi Sungyun | Jung Haram             |
| 2023 | Dream High                   | Kim Donghyun | The young Song Samdong |
| 2023 | Harlan County                | Hong Joochan | Daniel                 |
| 2023 | The Prince                   | Bae Seungmin | Chungnyeong Prince     |
| 2023 | Kims                         | Kim Jibeom   | Eric                   |
| 2024 | Paganini                     | Hong Joochan | Niccolo Paganini       |
| 2024 | 5! Happy Man                 | Lee Daeyeol  | Paul                   |

## Diễn xuất
| Năm  | Phim                                        | Thành viên   | Nhân vật     | Vai   | Ghi chú   | Đài/kênh           |
| ---- | ------------------------------------------- | ------------ | ------------ | ----- | --------- | ------------------ |
| 2017 | 20th Century Boy And Girl                   | Golden Child | Golden Child | Cameo | Drama     | MBC                |
| 2018 | Golden Movie                                | Golden Child | Golden Child | Chính | MV It's U | Woollim Ent        |
| 2019 | Crazy Pretty Housemate                      | Golden Child | Golden Child | Chính | Web Drama | Lululala Story Lab |
| 2019 | A-TEEN 2                                    | Choi Bomin   | Ryu Jooha    | Chính | Web Drama | Playlist           |
| 2019 | Melting Me Softly                           | Choi Bomin   | Hwang Jihoon | Phụ   | Drama     | SBS                |
| 2020 | Crazy Pretty School Reunions                | Golden Child | Golden Child | Chính | Web Drama | Golden Child       |
| 2020 | Twenty Twenty                               | Choi Bomin   | Ryu Jooha    | Cameo | Web Drama | Playlist           |
| 2020 | 18 Again                                    | Choi Bomin   | Seo Jiho     | Phụ   | Drama     | JTBC               |
| 2021 | Fling At Convenience Store                  | Bong Jaehyun | Bong Jaehyun | Chính | Web Drama | Dingo Music        |
| 2021 | Shadow Beauty                               | Choi Bomin   | Kim Hoin     | Chính | Drama     | KakaoTV            |
| 2022 | Urban Myths                                 | Bong Jaehyun | Youngmin     | Chính | Film      |                    |
| 2022 | Revenge Of Others                           | Bong Jaehyun | Bang Wootak  | Cameo | Drama     | Disney+            |
| 2022 | Mimicus                                     | Lee Jangjun  | Lee Jangjun  | Cameo | Web Drama | Naver              |
| 2023 | Twinkling Watermelon                        | Bong Jaehyun | Ha Eunho     | Phụ   | Drama     | tvN                |
| 2024 | I, A Gangster, Became A High School Student | Bong Jaehyun | Choi Sekyung | Chính | Drama     |                    |
| 2024 | Spirit Fingers                              | Choi Bomin   | Goo Sunho    | Chính | Drama     |                    |
| 2024 | The Grotesque Train                         | Choi Bomin   | Woojin       | Phụ   | Film      |                    |

## Các hoạt động khác
| Năm         | Kênh      | Tên                                  | Thành viên                                     | Vai trò     | Ghi chú      |
| ----------- | --------- | ------------------------------------ | ---------------------------------------------- | ----------- | ------------ |
| 2019        | MBC       | Show! Music Core                     | Bomin                                          | MC đặc biệt | Tập 629      |
| 2019        | MBC Music | Show Champion                        | Bomin                                          | MC đặc biệt |              |
| 2019        | KBS       | Music Bank                           | Bomin                                          | MC đặc biệt | Tập 965-966  |
| 2019 - 2020 | KBS       | Music Bank                           | Bomin                                          | MC cố định  | Tập 986-1037 |
| 2019 - 2020 | SBS       | Law of the Jungle in Chatham Islands | Bomin                                          | Khách mời   |              |
| 2020        | MBC       | Show! Music Core                     | Jaehyun, Jibeom                                | MC đặc biệt | Tập 675      |
|             | MBC       | King Of Masked Singer                | Joochan, Y, Jibeom, Seungmin, Jangjun, Daeyeol |             |              |

## Giải thưởng và đề cử
| Năm  | Lễ trao giải                         | Giải thưởng              | Kết quả    |
| ---- | ------------------------------------ | ------------------------ | ---------- |
| 2017 | Mnet Asian Music Awards              | Best New Male Artist     | Đề cử      |
| 2017 | Mnet Asian Music Awards              | Qoo10 Artist of the Year | Đề cử      |
| 2018 | MTV Europe Music Awards              | Best Korean Act          | Đề cử      |
| 2018 | Seoul Music Awards                   | New Artist Award         | Đề cử      |
| 2018 | Seoul Music Awards                   | Popularity Award         | Đề cử      |
| 2018 | Seoul Music Awards                   | Hallyu Special Award     | Đề cử      |
| 2018 | V Live Awards                        | Global Rookie Top 5      | Thắng giải |
| 2018 | Fandom School Awards                 | The Best New Artist      | Thắng giải |
| 2018 | Korea Culture & Entertainment Awards | K-pop Bonsang            | Thắng giải |
| 2021 | Asia Artists Awards                  | Best Choice Award        | Thắng giải |

### Chiến thắng trong các chương trình âm nhạc

#### The Show
| Năm  | Ngày        | Bài hát      | Điểm |
| ---- | ----------- | ------------ | ---- |
| 2020 | 13 tháng 10 | "Pump It Up" | 8680 |
| 2021 | 2 tháng 2   | "Burn It"    | 7880 |

#### Show Champion
| Năm  | Ngày      | Bài hát   |
| ---- | --------- | --------- |
| 2021 | 3 tháng 2 | "Burn It" |

#### M Countdown
| Năm  | Ngày        | Bài hát   | Điểm |
| ---- | ----------- | --------- | ---- |
| 2019 | 26 tháng 12 | "Wannabe" | –    |